# Takenori Sentō
Takenori Sentō (仙頭武則, Sentō Takenori) est un producteur de cinéma japonais né en 1961. Il est un acteur majeur du renouveau du cinéma japonais d'auteur à la fin des années 90 et au début des années 2000.

## Biographie
Takenori Sentō crée Suncent Cinema Works, en 1998, société dont il est le directeur général et qui est complètement financée par la Japan Satellite Broadcasting (la première télévision nationale payante).
Takenori Sentō commence sa carrière comme producteur en 1992 en lançant ses séries visionnaires J-Movie Wars pour la télévision satellite japonaise.
En neuf ans, il a produit 44 films réalisés par des metteurs en scène japonais émergents. Sa conviction est que la quantité crée des opportunités pour la qualité. En 1997, il produit Suzaku de Naomi Kawase, qui reçoit la Caméra d'or à Cannes. La même année, 2/Duo de Nobuhiro Suwa est récompensé par le NETPAC Award au festival de Rotterdam, le prix FIPRESCI à la Biennale de Venise, et le Prix du Dragon et du Tigre au Festival de Vancouver.
En 1998, Sentō sort une série de deux films The Ring et The Spiral qui rapportent approximativement 20 millions de dollars à l'échelle nationale et devient l'un des principaux succès de l'année. Par la suite, les films sont de gros succès sur le marché asiatique.
En 1999, Sentō lance J-Works sous l'égide de Suncent Cinemaworks afin de produire 5 films de fiction devant être dirigés par des cinéastes à l'avant-garde du cinéma japonais.
Le film Chloe de Gō Rijū (ja) est le 3e film réalisé par J-Works. Les films réalisés sont Eureka de Shinji Aoyama - en compétition à Cannes en 2000, il remporte le prix FIPRESCI et les récompenses d'un jury œcuménique - ainsi que Hotaru de Naomi Kawase - en compétition au Festival de Locarno en 2000 où il remporte les prix FIPRESCI et CICAE. Le film Chloe de Gō Rijū est en compétition au Festival de Berlin en 2000. Suivent H Story de Nobuhiro Suwa, sélectionné à Un Certain Regard à Cannes en 2001 et le film Distance de Hirokazu Kore-eda en compétition pour la Palme d'or en 2001.
La production de Sentō concernant les aventures épiques du samouraï Gojoe dans Gojoe, le pont vers l'Enfer dirigé par Sogo Ishii a été sélectionnée au Festival de Toronto en 2000. La production du film Boy's Choir de Akira Ogata a été sélectionnée à Berlin en 2000 où il remporta le prix Alfred Bauer pour la meilleure œuvre de fiction et le film Mabudachi-Bad Company de Tomoyuki Furumaya, sélectionné au Festival de Rotterdam, a reçu le Tigre d'or et le prix FIPRESCI.
Devant le manque de spectateurs du film Gojoe (production coûteuse), Sentō est contraint de quitter la direction de la Sunset CinemaWorks pour revenir à la télévision et produire la série des Mike Hammer dont l'épisode signé Shinji Aoyama, La Forêt sans nom. Depuis son départ, chaque réalisateur qu'il a contribué à mettre en avant, est contraint de revenir à des œuvres plus modestes ou de s'exiler à l'étranger pour trouver des capitaux, comme Hideo Nakata parti à Hollywood et Nobuhiro Suwa dont le dernier long métrage Un couple parfait a été tourné dans la capitale.

## Filmographie sélective

### Comme producteur
- 1996 : Suzaku (萌の朱雀, Moe no suzaku?) de Naomi Kawase
- 2000 : Les Lucioles (火垂, Hotaru?) de Naomi Kawase
- 2000 : Eureka (ユリイカ, Yurīka?) de Shinji Aoyama
- 2000 : Gojoe, le pont vers l'Enfer (五条霊戦記 GOJOE, Gojō reisenki GOJOE?) de Gakuryū Ishii
- 2001 : Electric Dragon 80.000 V de Gakuryū Ishii
- 2001 : Desert Moon (月の砂漠, Tsuki no sabaku?) de Shinji Aoyama
- 2001 : Chloé (クロエ, Kuroe?) de Gō Rijū (ja)

### Comme réalisateur
- 2014 : Nothing Parts 71